# Kaliopi Araúzu
Kaliopi Araúzu –en griego, Καλλιόπη Αραούζου, Kalliopi Araouzou– (Marusi, 6 de marzo de 1991) es una deportista griega que compitió en natación, en la modalidad de aguas abiertas.
Ganó dos medallas de plata en el Campeonato Mundial de Natación, en los años 2013 y 2015, y cinco medallas en el Campeonato Europeo de Natación entre los años 2010 y 2014.

## Palmarés internacional
| Campeonato Mundial | Campeonato Mundial | Campeonato Mundial | Campeonato Mundial |
| Año                | Lugar              | Medalla            | Prueba             |
| ------------------ | ------------------ | ------------------ | ------------------ |
| 2013               | Barcelona (España) | Medalla de plata   | Equipo mixto       |
| 2015               | Kazán (Rusia)      | Medalla de plata   | 5 km               |
| Campeonato Europeo |                    |                    |                    |
| Año                | Lugar              | Medalla            | Prueba             |
| 2010               | Budapest (Hungría) | Medalla de oro     | Equipo mixto       |
| 2010               | Budapest (Hungría) | Medalla de plata   | 5 km               |
| 2012               | Piombino (Italia)  | Medalla de plata   | 5 km               |
| 2012               | Piombino (Italia)  | Medalla de plata   | Equipo mixto       |
| 2014               | Berlín (Alemania)  | Medalla de plata   | Equipo mixto       |